# 佩尔什昂诺塞
佩尔什昂诺塞（Perche en Nocé，法語發音：[pɛʁʃ ɑ̃ nɔse]）是法国奥恩省的一个市镇，位于该省东南部，属于莫尔塔涅欧佩什区。

## 历史
佩尔什昂诺塞成立于2016年1月1日，由以下6个市镇合并而成：
- 科洛纳尔-科吕贝尔（Colonard-Corubert）
- 当塞
- 诺塞
- 普雷欧迪佩尔什（Préaux-du-Perche）
- 圣欧班德格鲁瓦（Saint-Aubin-des-Grois）
- 圣让德拉福雷（Saint-Jean-de-la-Forêt）

其中诺塞为政府驻地。

## 地理
佩尔什昂诺塞（48°22'46"N, 0°40'53"E）面积86.63 平方千米，位于法国诺曼底大区奧恩省，该省份为法国西北部内陆省份，北起顺时针与卡爾瓦多斯省、厄尔省、厄尔-卢瓦省、萨尔特省、马耶讷省和芒什省接壤。
与佩尔什昂诺塞接壤的市镇（或旧市镇、城区）包括：于讷河畔库尔莫日、佩尔什地区雷马拉尔、韦里耶尔、圣皮埃尔-拉布吕耶尔、诺让勒罗特鲁、贝尔迪、埃尔河畔圣伊莱尔、瓦勒欧佩什、圣西尔拉罗西耶尔、达姆玛丽、佩尔什地区贝尔福雷、于讷河畔莫沃。
佩尔什昂诺塞的时区为UTC+01:00、UTC+02:00（夏令时）。

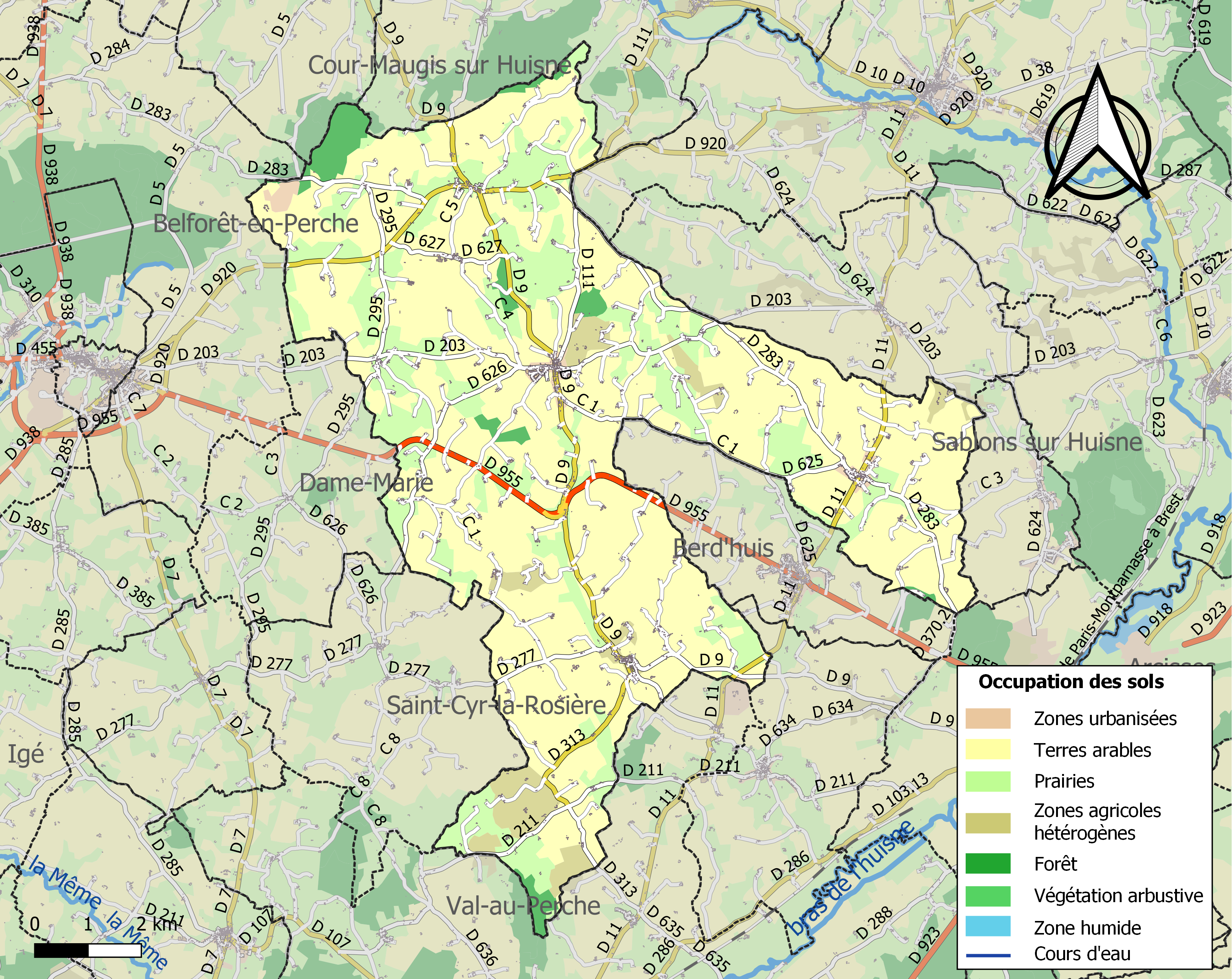
佩尔什昂诺塞的OSM定位图

## 行政
佩尔什昂诺塞的邮政编码为61340，INSEE市镇编码为61309。

## 政治
佩尔什昂诺塞所属的省级选区为布勒通塞勒县。

## 人口
佩尔什昂诺塞于2022年1月1日时的人口数量为1974人。